# Five Nations 1981
Die Ausgabe 1981 des jährlich ausgetragenen Rugby-Union-Turniers Five Nations (seit 2000 Six Nations) fand an fünf Spieltagen zwischen dem 17. Januar und dem 21. März statt. Turniersieger wurde Frankreich, das mit Siegen gegen alle anderen Mannschaften zum dritten Mal den Grand Slam schaffte.

## Teilnehmer
| Land       | Stadion             | Stadt     | Trainer         | Kapitän           |
| ---------- | ------------------- | --------- | --------------- | ----------------- |
| England    | Twickenham Stadium  | London    | Mike Davis      | Bill Beaumont     |
| Frankreich | Parc des Princes    | Paris     | Jacques Fouroux | Jean-Pierre Rives |
| Irland     | Lansdowne Road      | Dublin    | Tom Kiernan     | Fergus Slattery   |
| Schottland | Murrayfield Stadium | Edinburgh | Jim Telfer      | Andy Irvine       |
| Wales      | Cardiff Arms Park   | Cardiff   | John Lloyd      | Steve Fenwick     |

## Tabelle
|    | Land       | Spiele | Siege | Unent. | Ndlg. | Spiel- punkte | Diff. | Tabellen- punkte |
| -- | ---------- | ------ | ----- | ------ | ----- | ------------- | ----- | ---------------- |
| 1. | Frankreich | 4      | 4     | 0      | 0     | 70:49         | + 21  | 8                |
| 2. | England    | 4      | 2     | 0      | 2     | 64:60         | + 4   | 4                |
| 2. | Schottland | 4      | 2     | 0      | 2     | 51:54         | −3    | 4                |
| 2. | Wales      | 4      | 2     | 0      | 2     | 51:61         | − 10  | 4                |
| 5. | Irland     | 4      | 0     | 0      | 4     | 36:48         | − 12  | 0                |

## Ergebnisse

### Erste Runde
| 17. Januar 1981 | Frankreich                                                                   | 16 : 9         | Schottland                                                   | Parc des Princes, Paris Zuschauer: 44.448 Schiedsrichter: Ken Rowlands (Wales) |
| 17. Januar 1981 | Versuche: Blanco Bertranne Erhöhungen: Caussade Straftritte: Gabernet Viviès | (16:3) Bericht | Versuche: Rutherford Erhöhungen: Renwick Straftritte: Irvine | Parc des Princes, Paris Zuschauer: 44.448 Schiedsrichter: Ken Rowlands (Wales) |

| 17. Januar 1981 | Wales                                                                          | 21 : 19 | England                              | Cardiff Arms Park, Cardiff Schiedsrichter: Brian Anderson (Schottland) |
| 17. Januar 1981 | Versuche: Davis Erhöhungen: Fenwick Straftritte: Fenwick (4) Dropgoals: Davies | Bericht | Versuche: Hare Straftritte: Hare (5) | Cardiff Arms Park, Cardiff Schiedsrichter: Brian Anderson (Schottland) |

### Zweite Runde
| 7. Februar 1981 | Irland                                       | 13 : 19        | Frankreich                                                               | Lansdowne Road, Dublin Zuschauer: 51.000 Schiedsrichter: Clive Norling (Wales) |
| 7. Februar 1981 | Versuche: MacNeill Straftritte: Campbell (3) | (9:12) Bericht | Versuche: Pardo Straftritte: Laporte (2) Gabernet Dropgoals: Laporte (2) | Lansdowne Road, Dublin Zuschauer: 51.000 Schiedsrichter: Clive Norling (Wales) |

| 7. Februar 1981 | Schottland                                                                | 15 : 6        | Wales                    | Murrayfield Stadium, Edinburgh Schiedsrichter: David Burnett (Irland) |
| 7. Februar 1981 | Versuche: Tomes Strafversuch Erhöhungen: Renwick (2) Straftritte: Renwick | (9:6) Bericht | Straftritte: Fenwick (2) | Murrayfield Stadium, Edinburgh Schiedsrichter: David Burnett (Irland) |

### Dritte Runde
| 21. Februar 1981 | England                                                                 | 23 : 17       | Schottland                                                    | Twickenham Stadium, London Schiedsrichter: David Burnett (Irland) |
| 21. Februar 1981 | Versuche: Davies Slemen Woodward Erhöhungen: Hare Straftritte: Hare (3) | (9:7) Bericht | Versuche: Munro Calder Erhöhungen: Irvine Straftritte: Irvine | Twickenham Stadium, London Schiedsrichter: David Burnett (Irland) |

| 21. Februar 1981 | Wales                                   | 9 : 8         | Irland                      | Cardiff Arms Park, Cardiff Schiedsrichter: Francis Palmade (Frankreich) |
| 21. Februar 1981 | Erhöhungen: Evans (2) Dropgoals: Pearce | (3:8) Bericht | Versuche: Slattery MacNeill | Cardiff Arms Park, Cardiff Schiedsrichter: Francis Palmade (Frankreich) |

### Vierte Runde
| 7. März 1981 | Frankreich                                                          | 19 : 15       | Wales                                                       | Parc des Princes, Paris Zuschauer: 45.249 Schiedsrichter: Alan Welsby (England) |
| 7. März 1981 | Versuche: Gabernet Straftritte: Laporte (3) Dropgoals: Gabernet (2) | (9:9) Bericht | Versuche: Richards Erhöhungen: Evans Straftritte: Evans (3) | Parc des Princes, Paris Zuschauer: 45.249 Schiedsrichter: Alan Welsby (England) |

| 7. März 1981 | Irland                      | 6 : 10        | England                               | Lansdowne Road, Dublin Schiedsrichter: Jean-Pierre Bonnet (Frankreich) |
| 7. März 1981 | Versuche: Campbell MacNeill | (6:4) Bericht | Versuche: Dodge Rose Erhöhungen: Rose | Lansdowne Road, Dublin Schiedsrichter: Jean-Pierre Bonnet (Frankreich) |

### Fünfte Runde
| 21. März 1981 | England               | 12 : 16        | Frankreich                                                          | Twickenham Stadium, London Zuschauer: 62.000 |
| 21. März 1981 | Straftritte: Rose (4) | (0:16) Bericht | Versuche: Lacans Pardo Erhöhungen: Laporte Straftritte: Laporte (2) | Twickenham Stadium, London Zuschauer: 62.000 |

| 21. März 1981 | Schottland                                              | 10 : 9         | Irland                                                     | Murrayfield Stadium, Edinburgh Schiedsrichter: Laurie Prideaux (England) |
| 21. März 1981 | Versuche: Hay Straftritte: Irvine Dropgoals: Rutherford | (10:0) Bericht | Versuche: Irwin Erhöhungen: Campbell Straftritte: Campbell | Murrayfield Stadium, Edinburgh Schiedsrichter: Laurie Prideaux (England) |